# Bernd Poindl
Bernd Poindl (* 30. August 1941 in Weißwasser, Deutsches Reich) ist ein ehemaliger deutscher Eishockeyspieler und Mitglied der Hall of Fame des deutschen Eishockeymuseums.

## Karriere
Bernd Poindl spielte von 1960 bis 1968 für die SG Dynamo Weißwasser.
In den 1970ern half er sporadisch bei Freundschaftsspielen von Einheit Niesky aus.
Er spielte in 111 Länderspielen mit der Eishockeynationalmannschaft der DDR, nahm an den Olympischen Winterspielen 1968 und an den Eishockey-Weltmeisterschaften von 1960 bis 1967 teil und belegte dabei dreimal den fünften Platz, je einmal den sechsten und siebten Platz. Bei der Europameisterschaft 1966 gewann er die Bronzemedaille.